# Йохан II фон Ербах
Йохан II фон Ербах (на немски: Johann II von Erbach; * пр. 1381; † 1418) е шенк на Ербах в Оденвалд.

## Произход
Той е син на шенк Конрад IV фон Ербах († 18 март 1390) и съпругата му Анна фон Бруке († 22 май 1370), дъщеря на Йохан фон Бруке и Анна фон Хенеберг. Брат е на Конрад VII фон Ербах „Млади“ († 23 юни 1423), домхер във Вюрцбург и Майнц, и на Маргарета фон Ербах († 19 август 1396), омъжена сл. 13 септември 1357 г. за шенк Конрад V фон Ербах-Ербах († 1381), и между 1381 и 8 юли 1383 г. за Конрад VI фон Бикенбах († 1429).

## Фамилия
Йохан II фон Ербах се жени 1372 г. за Шонета фон Алтенбаумберг (* пр. 1363; † сл. 1384), вдовица на Дитрих фон Хоенберг об дер Верн († 1381), дъщеря на Рупрехт IV, рауграф цу Алтенбаумберг († 1371) и втората му съпруга Катарина († сл. 1363). Те имат две дъщери:
- Валпургис (1382 – 1434), омъжена за Хадмар V фон Лабер († 1434)
- Доротея (1384 – 1452), омъжена за Конрад фон Папенхайм († сл. 1409)